# Krister Dreyer
Krister Dreyer, más conocido como Morfeus (Sandefjord, Noruega; 11 de septiembre de 1974), es un músico, cantante, compositor y multi-instrumentista noruego.
Morfeus se ha destacado por su trabajo en varias agrupaciones de su país, como Mayhem, Limbonic Art, Dimension F3H y Viper Solfa.

## Discografía

### ConLimbonic Art
- Promo Rehearsal '95 (Demo) - (1995)
- Promo 1996 (Demo) -	(1996)
- Moon in the Scorpio	 - (1996)
- In Abhorrence Dementia - (1997)
- Epitome of Illusions - (1998)
- Ad Noctum - Dynasty of Death - (1999)
- The Ultimate Death Worship	- (2002)
- Legacy of Evil - (2007)

### ConDimension F3H
(como Mr. Morfeus):
- The 3rd Generation Armageddon (Demo) - (2000)
- A Presentation of Armageddon (EP) - (2002)
- Reaping the World Winds - (2003)
- Does the Pain Excite You? - (2007)

### ConViper Solfa
- Carving an Icon - (2015)

### Como músico invitado
- Ad Inferna. En Opus 7: Elevation - (2014), canción "InVisible"
- Aeon Winds. En And Night Shall Have Dominion (EP)	 - (2014)
- Dark Fortress. En Profane Genocidal Creations - (2003)
- Finnugor: En Darkness Needs Us - (2004)
- Immemoreal. En Towards 1347 (Demo) - (1999)
- Immemoreal: En Temple of Retribution - (2001)
- Megaera: En Irrlycht / Megaera (Split) - (2009)
- Octavia Sperati: En Grace Submerged - (2007), teclados y piano en "Don't Believe a Word", Samples en "Submerged"